# Vera Vassalle
Vera Vassalle (Viareggio, 21 gennaio 1920 – Cavi di Lavagna, novembre 1985) è stata una partigiana italiana, Medaglia d'oro al valor militare.

## Biografia
Dopo il conseguimento del diploma all'Istituto Magistrale di Pisa viene assunta presso la filiale di Viareggio della Cassa di Risparmio di Lucca.
Subito dopo l'armistizio entra nelle file partigiane e, nonostante fosse leggermente claudicante per i postumi della poliomielite che l'aveva colpita poco dopo la nascita, unendosi al gruppo di resistenti coordinati dal cognato Manfredo Bertini che sarebbe poi caduto nel novembre del 1944, e le viene affidato il compito di raggiungere gli alleati nell'Italia già liberata, per richiedere lanci di armi per i partigiani della Versilia.
Per questo viene mandata dagli Alleati a Taranto, dove gli esperti dell'OSS (il servizio segreto statunitense) la addestrano per un breve periodo.
Quindi, con il nome di battaglia di "Rosa", riparte verso la Versilia, raggiunge la Corsica e il 18 gennaio 1944 sbarca da un sommergibile presso Orbetello insieme con un radiotelegrafista.
Da qui raggiunge Viareggio ma, nonostante abbia stabilito il collegamento tra il CLN toscano e il comando alleato, non riesce nella sua missione.
Perso il contatto con il telegrafista si sposta a Milano dove riesce ad ottenere nuovi piani di trasmissione e un nuovo radiotelegrafista. A marzo, sull'Alpe delle Tre Potenze, è paracadutato Mario Robello (nome di battaglia "Santa"): la coppia Vassalle-Robello darà vita ad un'attività frenetica che, di lì all'estate, invierà oltre trecento messaggi, dai quali deriveranno anche sessantacinque aviolanci di armi e di rifornimenti a brigate partigiane toscane e liguri.
Il 2 luglio 1944, dopo che i tedeschi individuano la ricetrasmittente con cui tenevano i contatti con gli alleati, fuggono dopo aver distrutto codici, documenti e l'apparecchio radio. Si spostano in Lunigiana, aggregandosi alla formazione partigiana Giustizia e Libertà Marcello Garosi e, da Lucca, con una nuova ricetrasmittente, continuano l'attività di missione, fino alla liberazione della zona, avvenuta il 5 settembre 1944.
Richiamata al comando dell'OSS a Siena, continua l'attività di sostegno alleato ai partigiani italiani.
Nel dopoguerra Vera si sposa con Robello. Dopo la liberazione insegna alla scuola elementare Edoardo Riboli di Lavagna e successivamente alla scuola elementare  di Cavi di Lavagna, che le è stata intitolata dopo la sua morte. Il 29 novembre 2003 a Vera Vassalle la Regione Toscana ha assegnato, alla memoria, il "Gonfalone d'Argento", in occasione della festa regionale dedicata ai disabili.
Morì nel 1985: il comune di Viareggio le dedicò una strada. La sua vicenda è ricordata nel romanzo Il clandestino di Mario Tobino, del 1962.